# قرط
القِرْط: نبات أصغر من الكُرَّاث، وهو يسمى اليَازُول بعامية جزيرة جربة التونسية. منه عدّة أنواع:
- كُرَّاث المَائِدَة أو القِرْط الكُرَّاثِيّ: اسمه العلمي (.Allium schoenoprasum (L
- الثُّوم المُعَمِّر أو القِرْط الثُّومِيّ: اسمه العلمي (.Allium ramosum (L أو (Allium tuberosum (Rottl. ex Sprengel أو (.Allium odorum (L

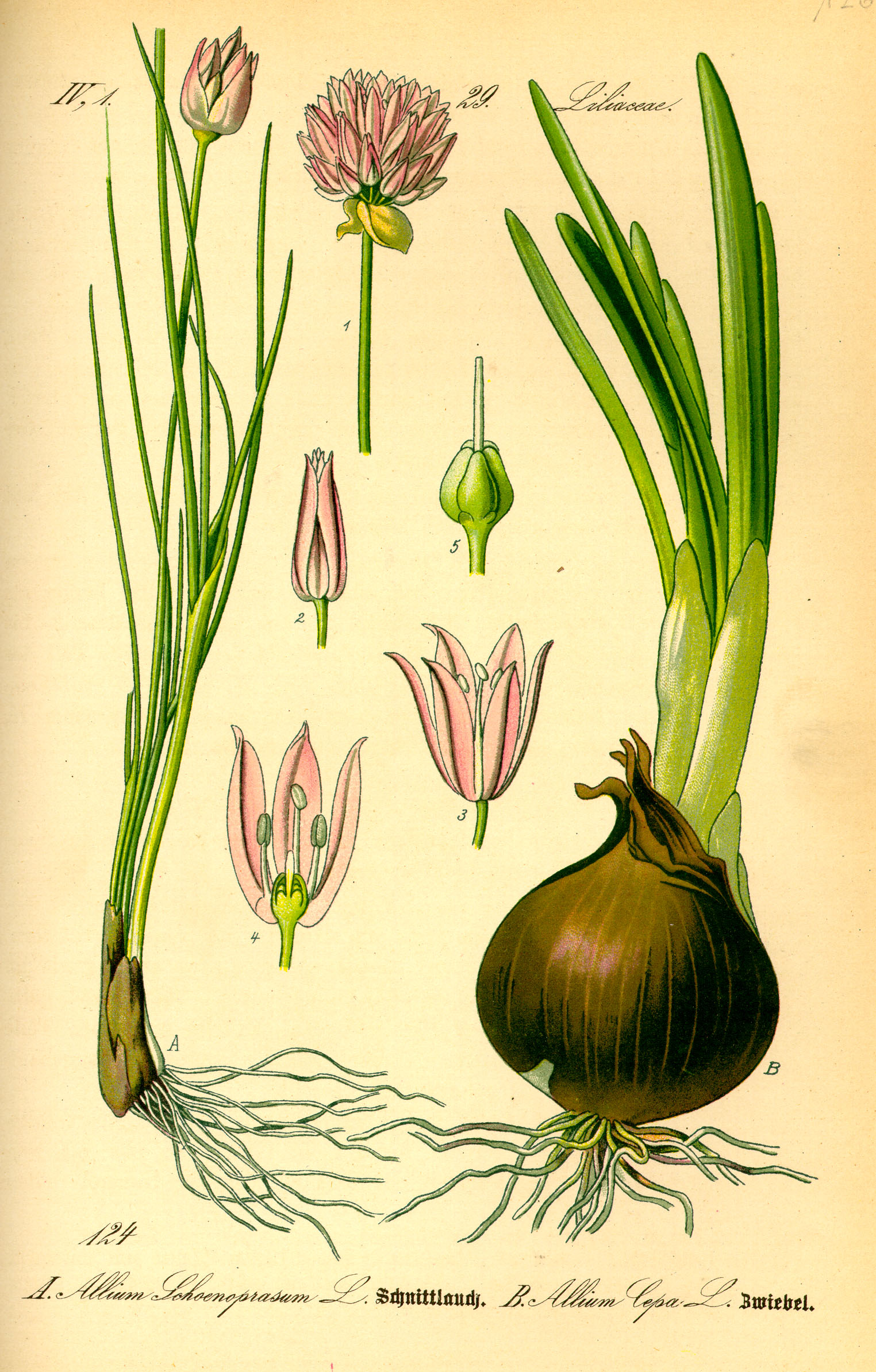
القِرْط الكُرَّاثِيّ (على اليسار) مقارنة بالبَصَل (على اليمين)
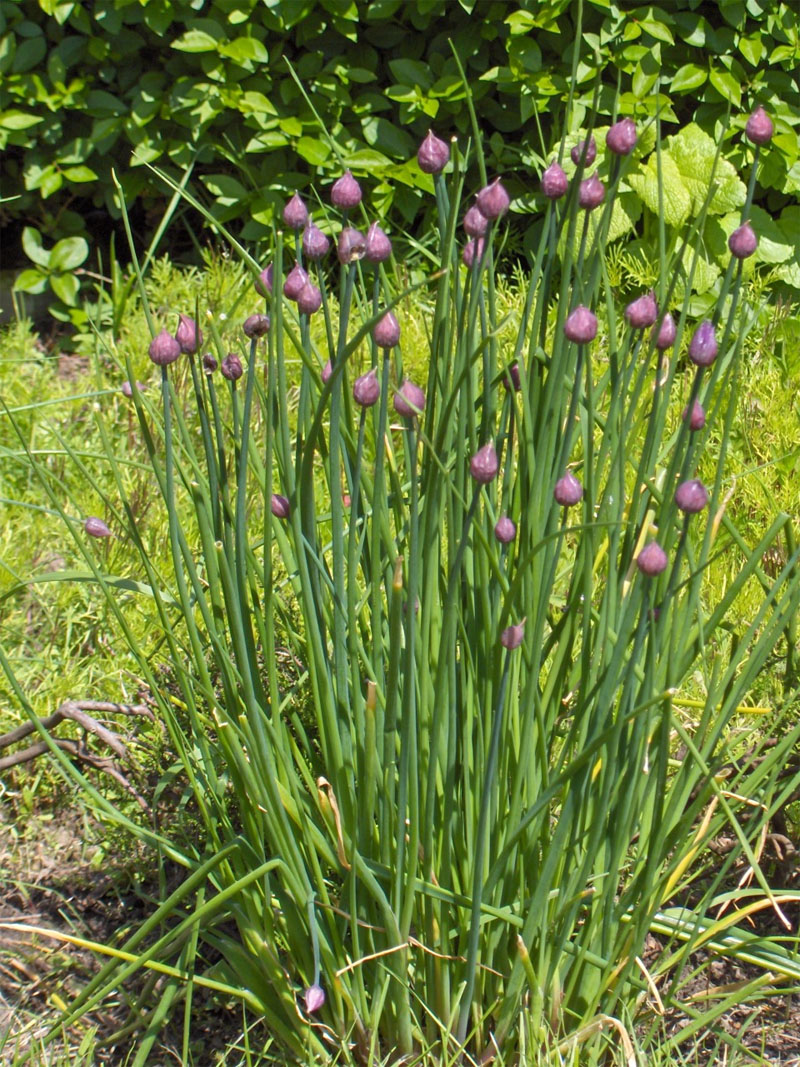
القِرْط الكُرَّاثِيّ
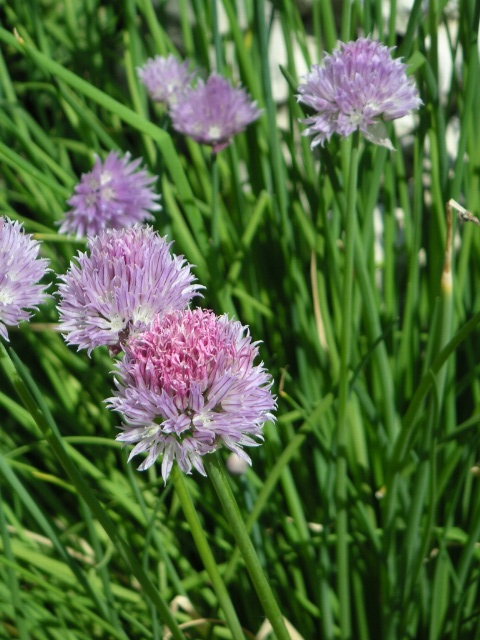
زهور القِرْط الكُرَّاثِيّ
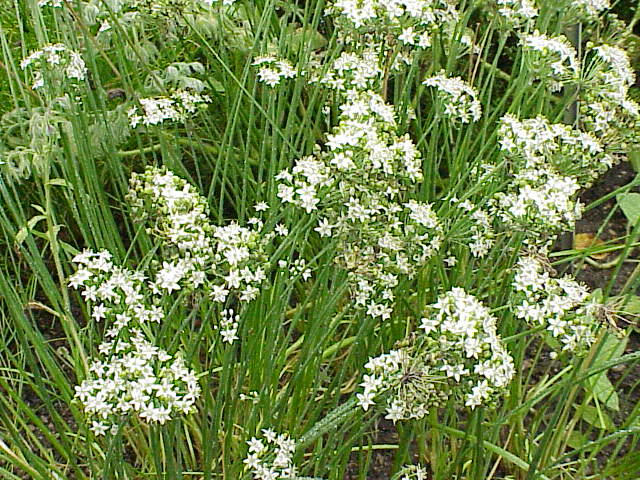
القِرْط الثُّومِيّ
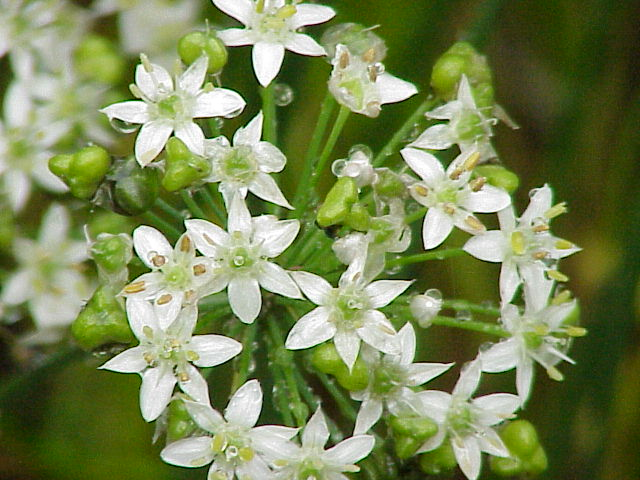
زهور القِرْط الثُّومِيّ